# Zhaq
Zhaq (serbiska: Жач, Žač, albanska: Zallq, Zallç, Zallqi, Zallçi) är en ort i Kosovo. Den ligger i den västra delen av landet, 50 km väster om huvudstaden Priština. Zhaq ligger 457 meter över havet och antalet invånare är 502.
Terrängen runt Zhaq är platt åt sydväst, men åt nordost är den kuperad. Runt Zhaq är det ganska tätbefolkat, med 222 invånare per kvadratkilometer. Närmaste större samhälle är Istok, 8,3 km norr om Zhaq. Trakten runt Zhaq består till största delen av jordbruksmark.